# 顾军
顾军（1963年6月—），江苏启东人，汉族，中国共产党党员。中华人民共和国政治人物、第十三届全国人民代表大会上海地区代表。中国核工业集团总经理，党组副书记。

## 生平
1983年毕业于上海交通大学核动力与工程专业。1989年4月加入中国共产党。
2018年2月24日，当选为第十三届全国人大代表。